# August Berlin (Politiker)
August Berlin (* 2. Februar 1910 in Brake/Lippe; † 11. Juli 1981 in Lemgo) war ein deutscher Politiker der SPD.

## Leben und Beruf
Nach der Volksschule absolvierte Berlin, der konfessionslos war, eine Maurerlehre. Bis 1945 arbeitete er in diesem Beruf. 1933 wurde er in Schutzhaft genommen. Von 1940 bis 1945 nahm er als Soldat am Zweiten Weltkrieg teil.

## Partei
Schon als Jugendlicher engagierte sich Berlin in der Sozialistischen Arbeiterjugend. 1928 trat er der SPD bei. In den letzten Jahren der Weimarer Republik war Berlin von der SPD in den Wahlkämpfen zum Schutz von Felix Fechenbach eingesetzt worden, der ständig von den Nationalsozialisten bedroht und schließlich am 7. August 1933 auch umgebracht wurde. 1945 wurde er hauptamtlicher Sekretär der Sozialdemokraten für das Lipperland.

## Abgeordneter
Nach dem Zweiten Weltkrieg wurde Berlin in den Stadtrat von Lemgo, wo er der SPD-Fraktion vorstand, und den Kreistag des Kreises Lemgo gewählt.
Er gehörte dem Deutschen Bundestag seit dessen erster Wahl 1949 bis 1972 an und wurde stets im Wahlkreis Detmold (seit 1965 Detmold – Lippe) direkt gewählt.

## Ehrungen
- 1968: Verdienstkreuz 1. Klasse der Bundesrepublik Deutschland
- 1973: Großes Verdienstkreuz der Bundesrepublik Deutschland